# Graptopeltus lynceus
Espèce
Graptopeltus lynceus est une espèce d'insectes du sous-ordre des hétéroptères (punaises), de la famille des Rhyparochromidae, de la sous-famille des Rhyparochrominae, de la tribu des Rhyparochromini, et du genre Graptopeltus.

## Description
Une punaise terrestre assez large, avec comme signes distinctifs des marges claires autour du pronotum et deux lignes pâles sur l'écusson (scutellum), qui forment un V au sommet. La partie antérieure du pronotum est plus large que la tête et les yeux. Dimension de l'imago : 6 - 7 mm.

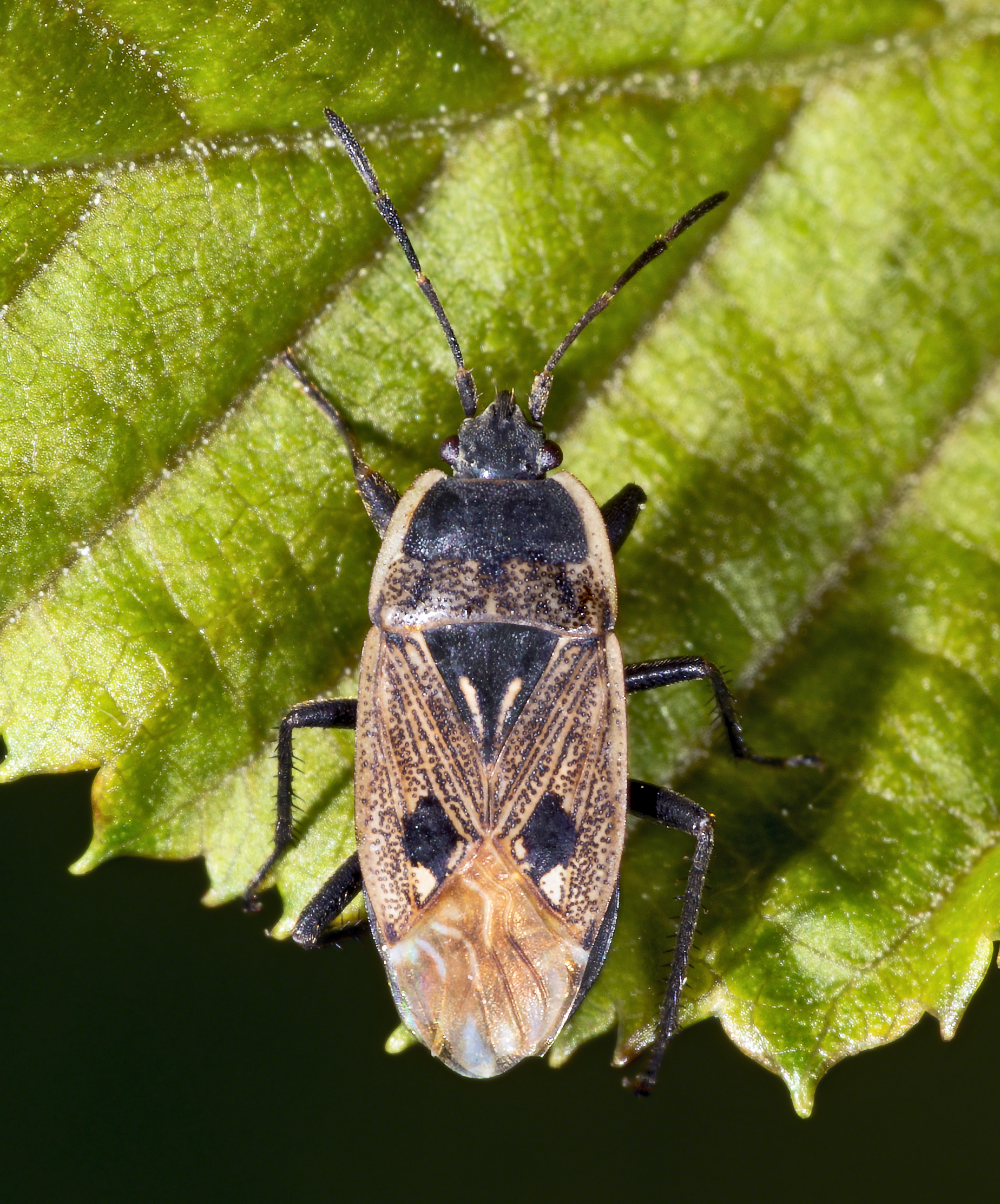
Face dorsale
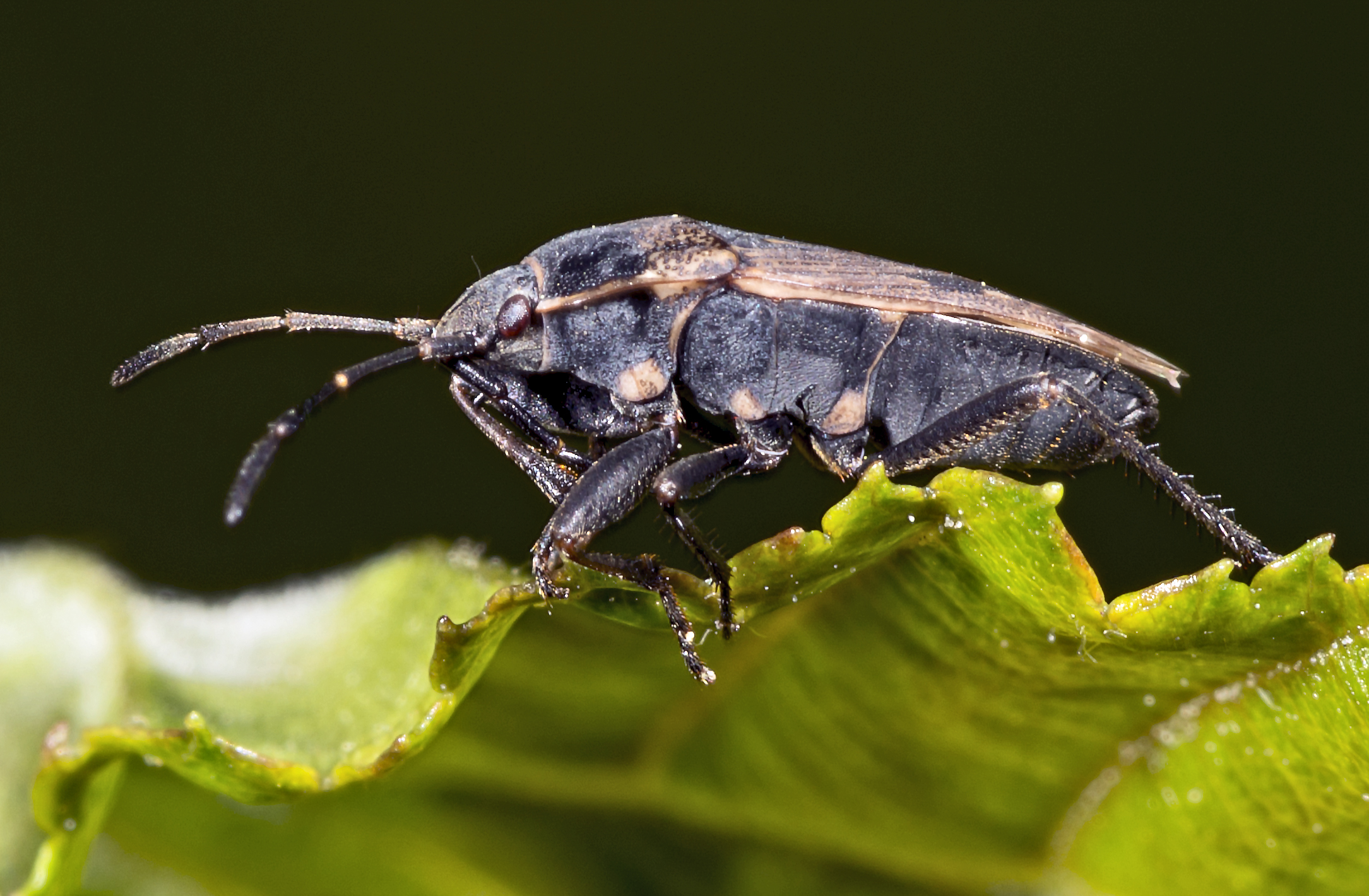
Profil

## Distribution et habitat
Distribution
L'espèce est répandue de l'Afrique du Nord à travers la Méditerranée, du sud de l'Angleterre jusqu'en Scandinavie. En Orient, la prolifération s'étend dans le Caucase. En Europe centrale, l'espèce est largement répandue. On la trouve dans les Alpes parfois au-dessus de 1 000 mètres d'altitude. Au Royaume-Uni, elle est sporadique et rare dans le sud.
Habitat
L'habitat est similaire à celui d'Aellopus atratus. Des zones ouvertes et sèches avec des sols sableux, moins fréquemment sur des pelouses calcaires ou des zones rudérales.

## Biologie
L'adulte est présent toute l'année. Les animaux se nourrissent des graines de Boraginaceae, tels que les genres Echium, Anchusa, Cynoglossum et Myosotis (myosotis des marais). Les nymphes sucent des espèces végétales telles que des Lamiacées (Lamiaceae), des légumineuses (Fabacées) et des Geraniaceae (la famille des Géraniums). Ils vivent sous les plantes, mais les deux imagos, ainsi que les nymphes montent aussi sur les inflorescences. L'hibernation se déroule comme imago dans la litière de feuilles et de plantes sèches. L'accouplement et la ponte ont lieu en mai, les animaux adultes de la nouvelle génération apparaissent à partir de la fin de juillet. Une génération est formée par an.

## Systématique
L'espèce Graptopeltus lynceus été décrite par l'entomologiste danois Johan Christian Fabricius en 1775.

### Synonymie
- Aphanus lynceus Fabricius, 1775 Protonyme
- Rhyparochromus lynceus (Fabricius, 1775)